# Bas-Lieu
Bas-Lieu est une commune française située dans le département du Nord, en région Hauts-de-France.

## Géographie

### Localisation

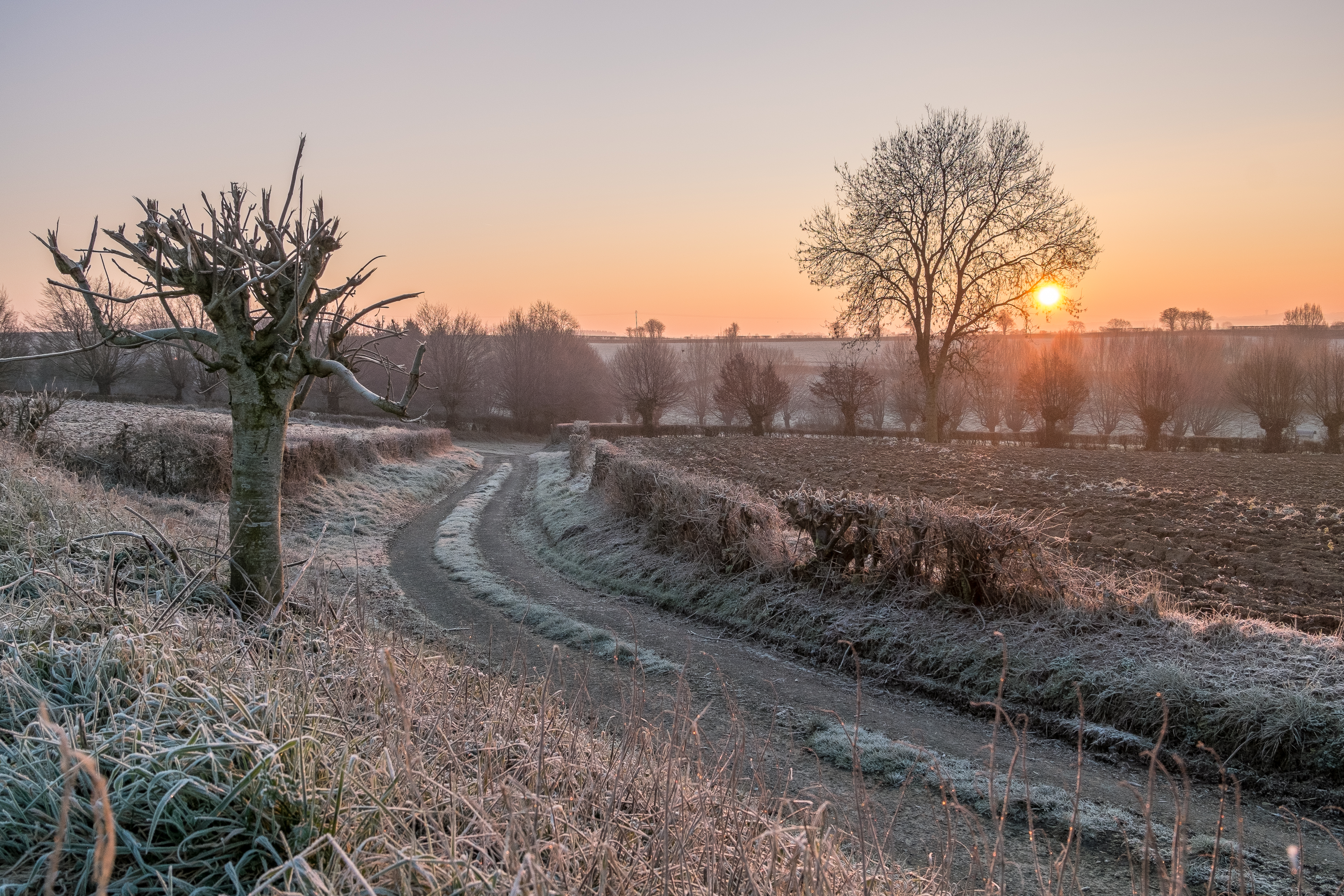
Le bocage à Bas-Lieu en hiver.

Bas-Lieu se situe dans le Sud-Est du département du Nord (Hainaut) en plein cœur du Parc naturel régional de l'Avesnois. L'Avesnois est connu pour son bocage et son relief un peu vallonné dans sa partie sud-est (début des contreforts des Ardennes), dite « petite Suisse du Nord ».
Bas-Lieu fait partie administrativement de l'Avesnois, historiquement du Hainaut, géologiquement des Ardennes et est situé dans la région naturelle de la Thiérache.
La commune se trouve à 100 km de Lille (préfecture du Nord), Bruxelles (Belgique) ou Reims (Marne), à 45 km de Valenciennes, Mons (B) ou Charleroi (B) et juste à côté d'Avesnes-sur-Helpe (sous-préfecture).
Elle est incluse dans le Parc naturel régional de l'Avesnois.

### Communes limitrophes
La commune est bordée par les communes d'Avesnes-sur-Helpe, Beugnies, Dourlers, Flaumont-Waudrechies, Semousies et Saint-Hilaire-sur-Helpe.
La Belgique et le département de l'Aisne se trouvent à 15 km.
| Saint-Aubin             | Dourlers et Semousies | Avesnelles           |
| Saint-Hilaire-sur-Helpe | Bas-Lieu              | Beugnies             |
| Avesnes-sur-Helpe       | Avesnelles            | Flaumont-Waudrechies |

### Hydrographie

#### Réseau hydrographique
La commune est située dans le bassin Artois-Picardie. Elle est drainée par l'Helpe Majeure, le ruisseau Saint Pierre, la Notre-Dame du Bois, la Tourette, le ruisseau de Bas-lieu et le ruisseau de Buchemont,,.
L'Helpe Majeure, d'une longueur de 69 km, prend sa source dans la commune de Ohain et se jette  dans la Sambre canalisée à Noyelles-sur-Sambre, après avoir traversé 18 communes. Les caractéristiques hydrologiques de l'Helpe Majeure sont données par la station hydrologique située sur la commune. Le débit moyen mensuel est de 3 m3/s. Le débit moyen journalier maximum est de 49,9 m3/s, atteint lors de la crue du 14 novembre 2010. Le débit instantané maximal est quant à lui de 62,6 m3/s, atteint le même jour.

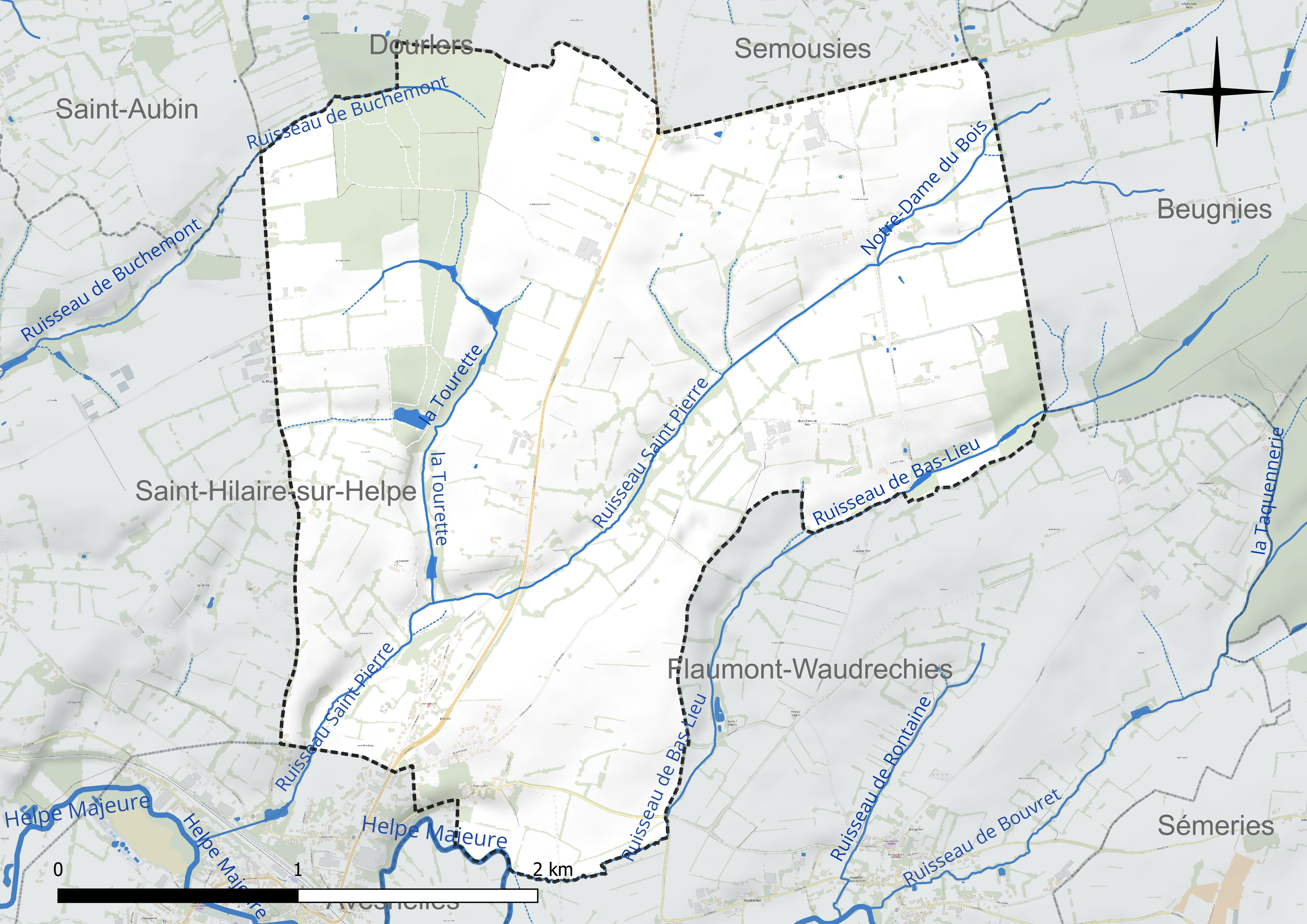
Réseau hydrographique de Bas-Lieu.

#### Gestion et qualité des eaux
Le territoire communal est couvert par le schéma d'aménagement et de gestion des eaux (SAGE) « Sambre ». Ce document de planification concerne un territoire de 1 253 km2 de superficie, délimité par le bassin versant de la Sambre. Le périmètre a été arrêté le 1er novembre 2003 et le SAGE proprement dit a été approuvé le 21 septembre 2012, puis modifié le 18 août 2022. La structure porteuse de l'élaboration et de la mise en œuvre est le syndicat mixte du Parc naturel régional de l'Avesnois. 
La qualité des cours d'eau peut être consultée sur un site dédié géré par les agences de l'eau et l'Agence française pour la biodiversité. 

### Climat
Pour des articles plus généraux, voir Climat des Hauts-de-France et Climat du Nord.
En 2010, le climat de la commune est de type climat des marges montargnardes, selon une étude du CNRS s'appuyant sur une série de données couvrant la période 1971-2000. En 2020, Météo-France publie une typologie des climats de la France métropolitaine dans laquelle la commune est exposée à un climat océanique altéré et est dans la région climatique  Nord-est du bassin Parisien, caractérisée par un ensoleillement médiocre, une pluviométrie moyenne régulièrement répartie au cours de l'année et un hiver froid (3 °C). 
Pour la période 1971-2000, la température annuelle moyenne est de 9,7 °C, avec une amplitude thermique annuelle de 14,9 °C. Le cumul annuel moyen de précipitations est de 888 mm, avec 12,8 jours de précipitations en janvier et 10,1 jours en juillet. Pour la période 1991-2020, la température moyenne annuelle observée sur la station météorologique la plus proche, située sur la commune de Saint-Hilaire-sur-Helpe à 3 km à vol d'oiseau, est de 10,5 °C et le cumul annuel moyen de précipitations est de 802,4 mm,. Pour l'avenir, les paramètres climatiques de la commune estimés pour 2050 selon différents scénarios d'émission de gaz à effet de serre sont consultables sur un site dédié publié par Météo-France en novembre 2022.
| Mois                                  | jan.             | fév.             | mars            | avril         | mai            | juin           | jui.          | août           | sep.            | oct.          | nov.            | déc.            | année      |
| ------------------------------------- | ---------------- | ---------------- | --------------- | ------------- | -------------- | -------------- | ------------- | -------------- | --------------- | ------------- | --------------- | --------------- | ---------- |
| Température minimale moyenne (°C)     | 3,9              | 3,9              | 5,6             | 7,5           | 10,3           | 13,1           | 15,1          | 15,6           | 13,7            | 10,8          | 7,4             | 4,7             | 9,3        |
| Température moyenne (°C)              | 5,7              | 6                | 8,1             | 10,4          | 13,3           | 16             | 18            | 18,4           | 16,4            | 13,1          | 9,3             | 6,5             | 11,8       |
| Température maximale moyenne (°C)     | 7,6              | 8                | 10,5            | 13,3          | 16,2           | 19             | 20,9          | 21,2           | 19,1            | 15,5          | 11,3            | 8,4             | 14,3       |
| Record de froid (°C) date du record   | −13,8 17.01.1985 | −12,5 07.02.1991 | −7,8 07.03.1971 | −1 12.04.1986 | 1,2 04.05.1979 | 4,4 02.06.1962 | 8 20.07.1971  | 8,4 26.08.1966 | 3,3 18.09.1996  | −0,2 28.10.03 | −8,5 30.11.1921 | −8,6 25.12.1962 | −13,8 1985 |
| Record de chaleur (°C) date du record | 15 01.01.22      | 20 28.02.1960    | 24,5 30.03.21   | 26,5 21.04.18 | 30 23.05.1922  | 34,7 29.06.19  | 38,2 18.07.22 | 36,3 10.08.03  | 33,6 02.09.1961 | 28,5 01.10.11 | 20 01.11.15     | 16,4 07.12.00   | 38,2 2022  |
| Précipitations (mm)                   | 67,5             | 53,7             | 52,5            | 52,3          | 56,5           | 58             | 48,7          | 66             | 65,4            | 86,2          | 87,5            | 95,5            | 789,8      |

## Urbanisme

### Typologie
Au 1er janvier 2024, Bas-Lieu est catégorisée commune rurale à habitat dispersé, selon la nouvelle grille communale de densité à sept niveaux définie par l'Insee en 2022.
Elle appartient à l'unité urbaine d'Avesnes-sur-Helpe, une agglomération intra-départementale regroupant cinq  communes, dont elle est une commune de la banlieue,,. Par ailleurs la commune fait partie de l'aire d'attraction d'Avesnes-sur-Helpe, dont elle est une commune de la couronne,. Cette aire, qui regroupe 14 communes, est catégorisée dans les aires de moins de 50 000 habitants,.

### Occupation des sols
L'occupation des sols de la commune, telle qu'elle ressort de la base de données européenne d'occupation biophysique des sols Corine Land Cover (CLC), est marquée par l'importance des territoires agricoles (88,3 % en 2018), en diminution par rapport à 1990 (89,7 %). La répartition détaillée en 2018 est la suivante : 
prairies (58,4 %), terres arables (29,8 %), forêts (8,4 %), zones urbanisées (3,3 %). L'évolution de l'occupation des sols de la commune et de ses infrastructures peut être observée sur les différentes représentations cartographiques du territoire : la carte de Cassini (XVIIIe siècle), la carte d'état-major (1820-1866) et les cartes ou photos aériennes de l'IGN pour la période actuelle (1950 à aujourd'hui).

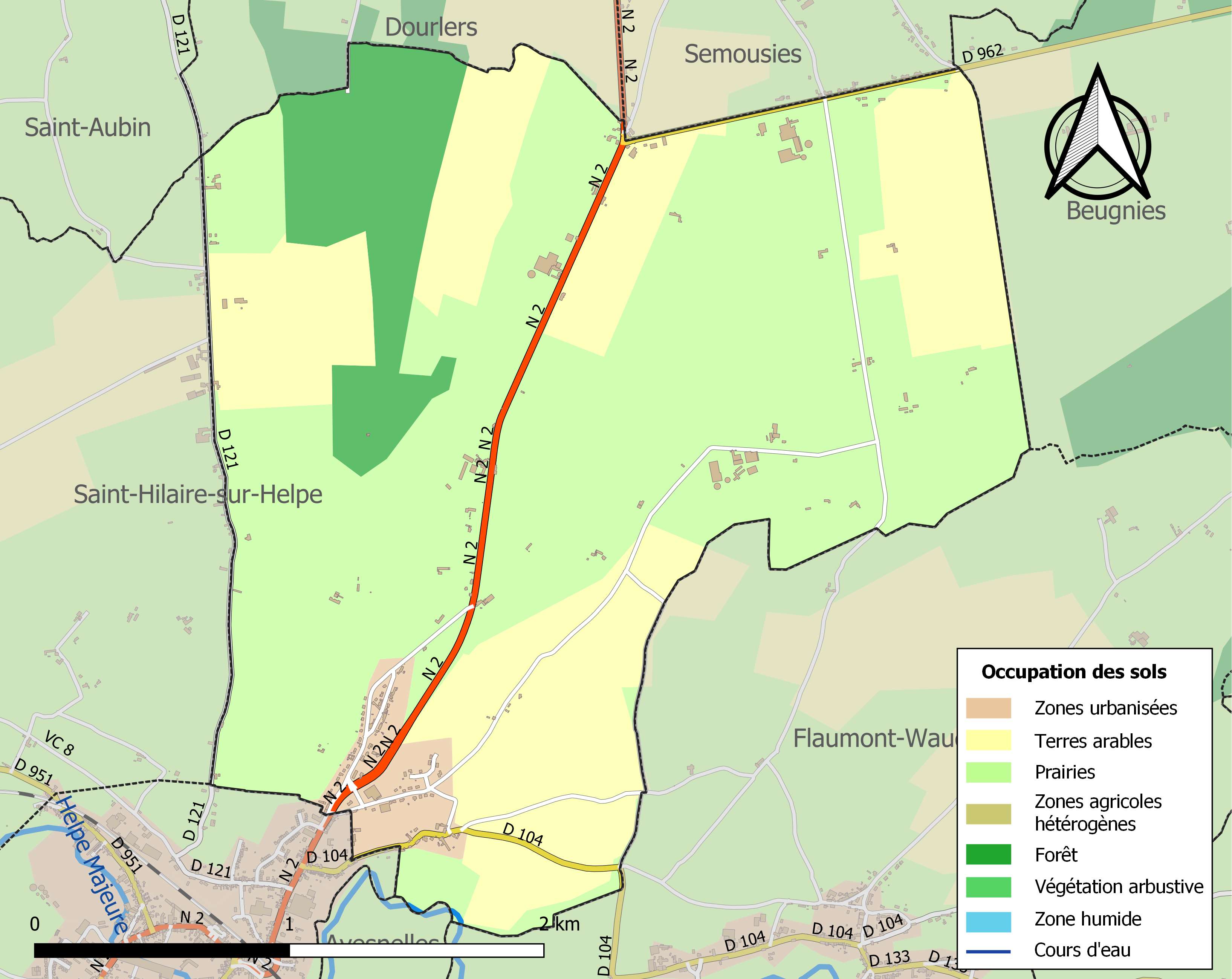
Carte des infrastructures et de l'occupation des sols de la commune en 2018 (CLC).

## Toponymie
Avant la Révolution française, dénommé Banlieue-Basse (par rapport à Avesnes-sur-Helpe). L'origine provient de son emplacement au nord, au temps où les cartes orientaient le sud vers le haut.

## Histoire
L'époque gallo-romaine: À plusieurs endroits sur le territoire de la commune de Bas-Lieu des restes gallo-romaines ont été trouvés. Le repeuplement de l'Avesnois s'effectue au Ve siècle aux pourtours des rivières et forêts.
La première mention d'une location situé sur le territoire de la commune est en 1200 : le hameau de Guerzignies situé à l'est du village, apparaît dans la charte de Gauthier, seigneur d'Avesnes, sous le nom de Gresignies. L'essentiel du village se forme à partir du XIIIe siècle le long de la route d'Avesnes à Maubeuge.
Vers 1430, un vignoble se développe sur les coteaux schisteux de Guersignies. Le vignoble disparait vers 1550.

## Politique et administration

### Rattachements administratifs et électoraux
La commune se trouve dans l'arrondissement d'Avesnes-sur-Helpe du département du Nord. Pour l'élection des députés, elle fait partie depuis 2012 de la troisième circonscription du Nord.
Elle faisait partie depuis 1801 du canton d'Avesnes-sur-Helpe-Nord. Dans le cadre du redécoupage cantonal de 2014 en France, Bas-lieu est rattaché au canton de Fourmies.

### Intercommunalité
La commune faisait partie de la communauté de communes du Pays d'Avesnes, créée fin 1992.
Celle-ci fusionne avecx ses voisines pour former, fin 2011, la communauté de communes du Cœur de l'Avesnois dont est désormais membre Bas-Lieu.

### Liste des maires
Maire de 1802 à 1807 : Joseph Dupont,.
Maire en 1881 : Colart.

Maire en 1939 : Finet.
| Période                                  | Période                        | Identité          | Étiquette | Qualité     |
| ---------------------------------------- | ------------------------------ | ----------------- | --------- | ----------- |
| Les données manquantes sont à compléter. |                                |                   |           |             |
| mars 1983                                | Juin 1995                      | Léon Bonamy       | SE        | Agriculteur |
| 1995                                     | 1999                           | Louis François    | SE        | Agriculteur |
| 1999                                     | mars 2008                      | René Peleriaux    | DVD       | Vétérinaire |
| mars 2008                                | En cours (au 16 décembre 2019) | Ghislain François | SE        | Agriculteur |

## Population et société

### Démographie

#### Évolution démographique
L'évolution du nombre d'habitants est connue à travers les recensements de la population effectués dans la commune depuis 1793. Pour les communes de moins de 10 000 habitants, une enquête de recensement portant sur toute la population est réalisée tous les cinq ans, les populations de référence des années intermédiaires étant quant à elles estimées par interpolation ou extrapolation. Pour la commune, le premier recensement exhaustif entrant dans le cadre du nouveau dispositif a été réalisé en 2008.

En 2022, la commune comptait 344 habitants, en évolution de −2,55 % par rapport à 2016 (Nord : +0,51 %, France hors Mayotte : +2,11 %).
| 1793 | 1800 | 1806 | 1821 | 1831 | 1836 | 1841 | 1846 | 1851 |
| ---- | ---- | ---- | ---- | ---- | ---- | ---- | ---- | ---- |
| 250  | 245  | 274  | 341  | 369  | 393  | 395  | 423  | 377  |

| 1856 | 1861 | 1866 | 1872 | 1876 | 1881 | 1886 | 1891 | 1896 |
| ---- | ---- | ---- | ---- | ---- | ---- | ---- | ---- | ---- |
| 410  | 412  | 375  | 407  | 436  | 440  | 474  | 427  | 427  |

| 1901 | 1906 | 1911 | 1921 | 1926 | 1931 | 1936 | 1946 | 1954 |
| ---- | ---- | ---- | ---- | ---- | ---- | ---- | ---- | ---- |
| 401  | 440  | 413  | 377  | 408  | 387  | 366  | 401  | 400  |

| 1962 | 1968 | 1975 | 1982 | 1990 | 1999 | 2006 | 2008 | 2013 |
| ---- | ---- | ---- | ---- | ---- | ---- | ---- | ---- | ---- |
| 421  | 372  | 355  | 357  | 349  | 366  | 328  | 317  | 347  |

| 2018 | 2022 | - | - | - | - | - | - | - |
| ---- | ---- | - | - | - | - | - | - | - |
| 345  | 344  | - | - | - | - | - | - | - |

#### Pyramide des âges
La population de la commune est relativement jeune.
En 2018, le taux de personnes d'un âge inférieur à 30 ans s'élève à 35,3 %, soit en dessous de la moyenne départementale (39,5 %). À l'inverse, le taux de personnes d'âge supérieur à 60 ans est de 27,8 % la même année, alors qu'il est de 22,5 % au niveau départemental.
En 2018, la commune comptait 182 hommes pour 163 femmes, soit un taux de 52,75 % d'hommes, largement supérieur au taux départemental (48,23 %).
Les pyramides des âges de la commune et du département s'établissent comme suit.
| Hommes | Classe d’âge | Femmes |
| ------ | ------------ | ------ |
| 0,0    | 90 ou +      | 0,6    |
| 8,8    | 75-89 ans    | 11,0   |
| 17,0   | 60-74 ans    | 18,4   |
| 21,4   | 45-59 ans    | 20,2   |
| 14,3   | 30-44 ans    | 17,8   |
| 13,2   | 15-29 ans    | 14,1   |
| 25,3   | 0-14 ans     | 17,8   |

| Hommes | Classe d’âge | Femmes |
| ------ | ------------ | ------ |
| 0,5    | 90 ou +      | 1,4    |
| 5,3    | 75-89 ans    | 8,1    |
| 14,8   | 60-74 ans    | 16,2   |
| 19,1   | 45-59 ans    | 18,4   |
| 19,5   | 30-44 ans    | 18,7   |
| 20,7   | 15-29 ans    | 19,1   |
| 20,2   | 0-14 ans     | 18     |

### Enseignement
Bas-Lieu fait partie de l'académie de Lille.
Jusqu'à la fin des années 1990, la commune abritait une école primaire qui était dirigée par Jean Cauderlier, secrétaire de mairie.

### Sports
La commune possède un terrain de pétanque situé dans le Jardin Louis François, sis route de Maubeuge.

## Économie
La ville présente en 2013 un taux de chômage de 16,5 %, comptant 25 demandeurs d'emploi (12 hommes et 13 femmes).
En 2018, le groupe de transports exceptionnels Altéad, basé à Bas-lieu

## Culture et patrimoine

### Lieux et monuments
Cette commune a la particularité de ne pas disposer de cimetière, ni d'église.
- Quatre chapelles-oratoires : Notre-Dame-des-Affligés (1765), Notre-Dame-du-Bois, Saint-Liénard (1696), Saint-Antoine-de-Padoue (1717).
- Monument aux morts.
- Kiosque à musique, type kiosque à danser. Il a été reconstruit à l'identique en 2016[27]

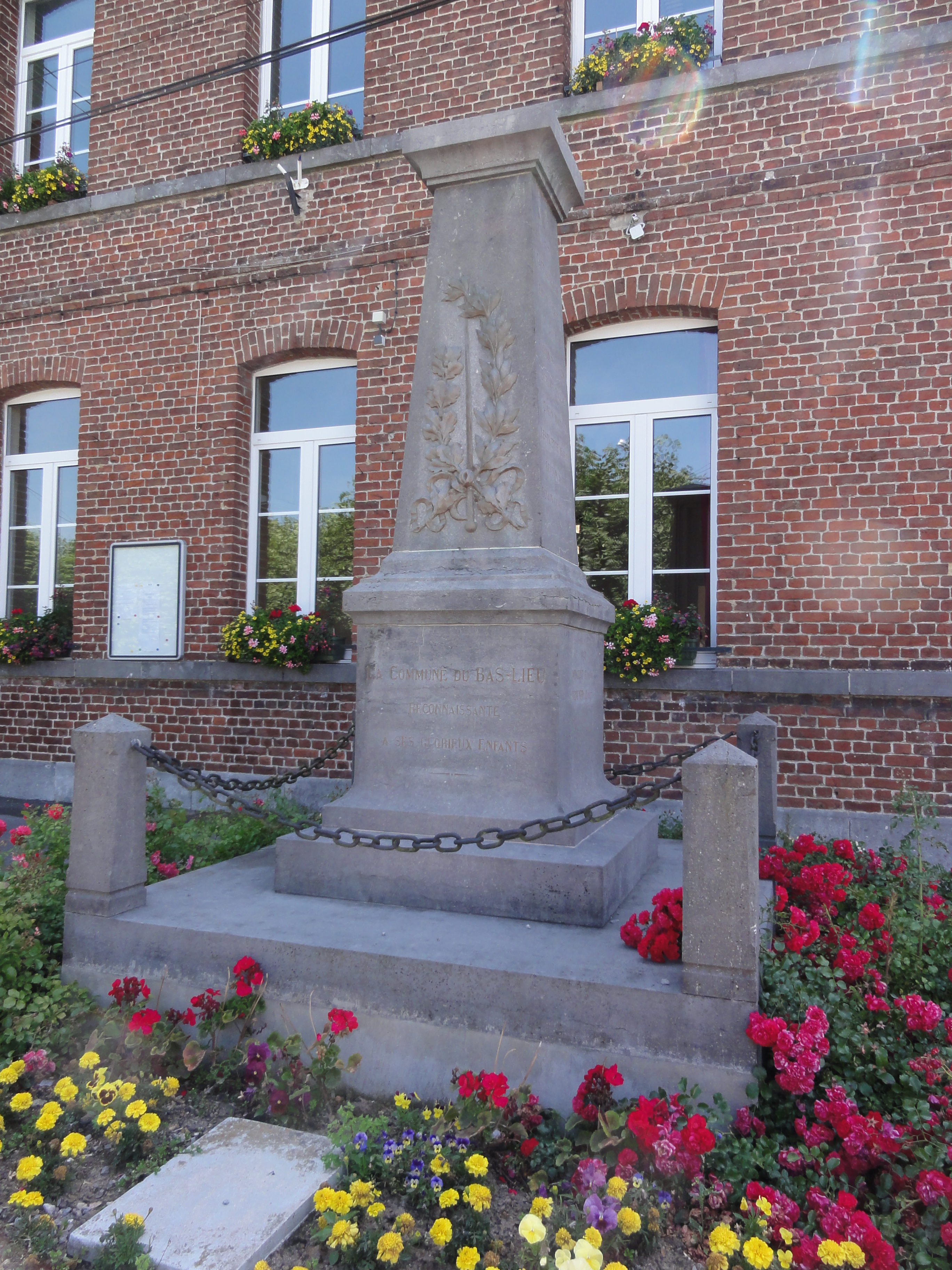
Le monument aux morts.
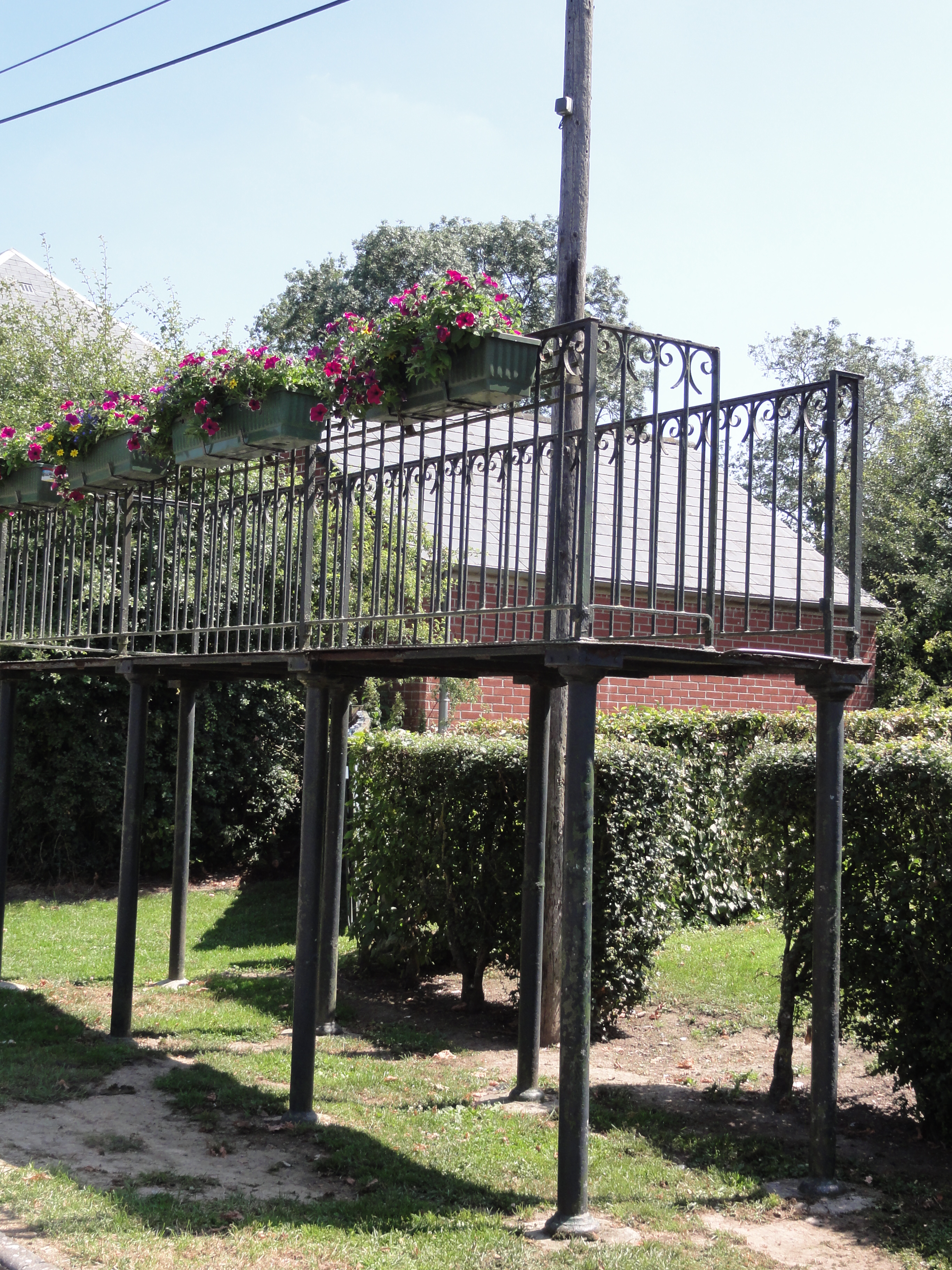
Le kiosque à danser.
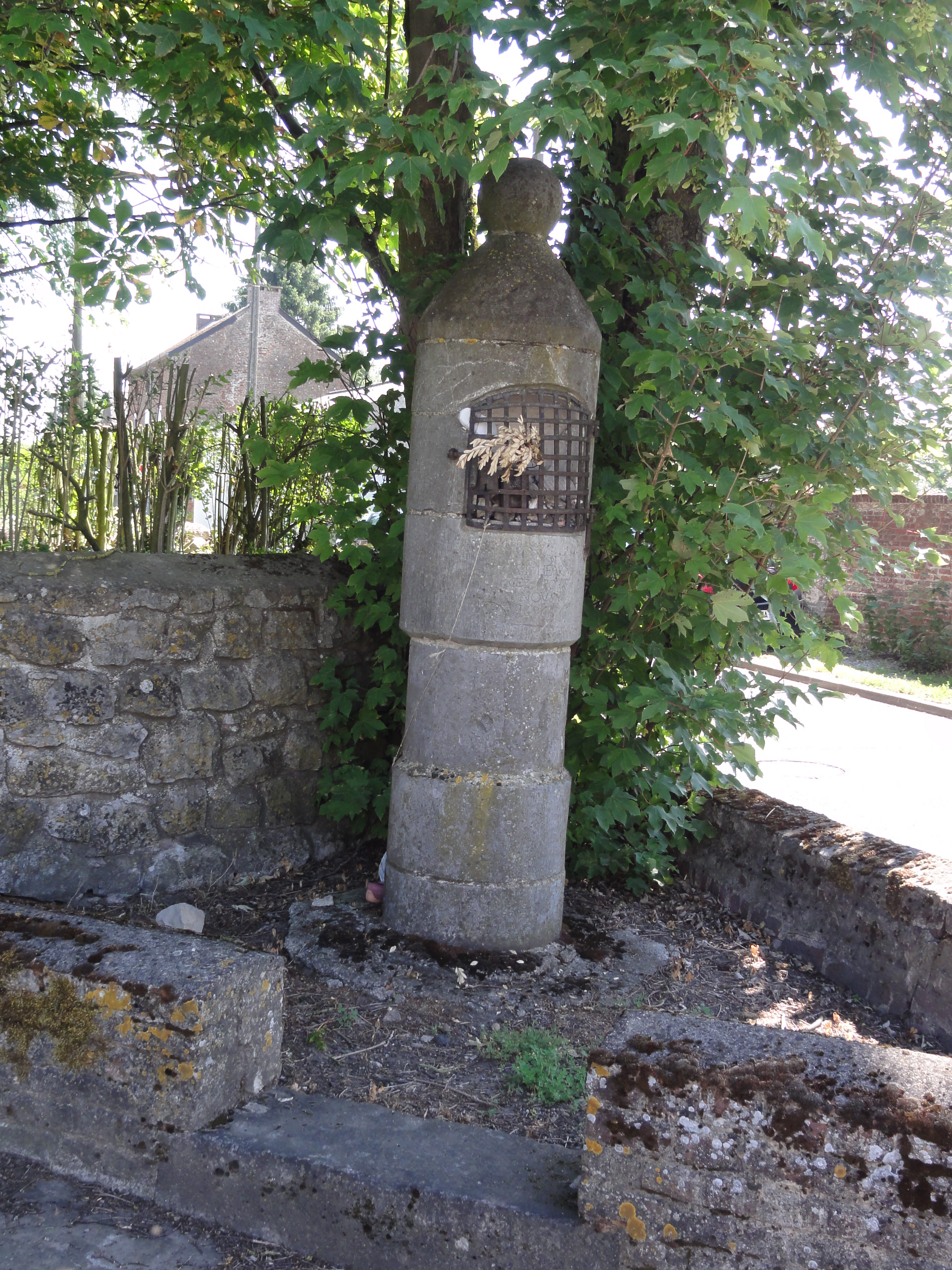
Chapelle Saint-Lienard, 1696 (sortie Avesnes-sur-Helpe).
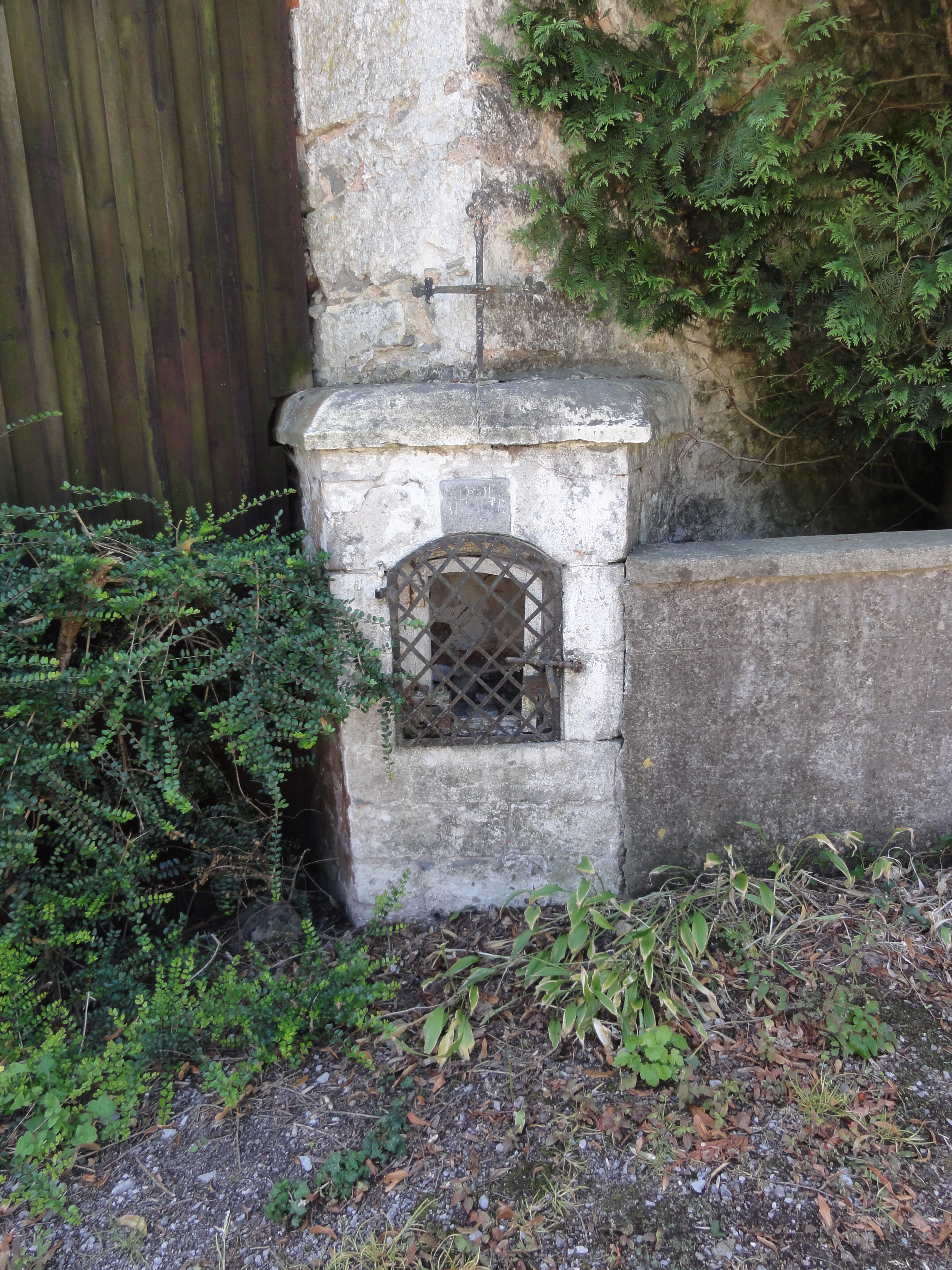
Chapelle Notre-Dame-des-Affligés, 1765 (Chemin de la Brasserie).

## Personnalités liées à la commune
- Simone Jacques-Yahiel, née en 1917 et décédée en 2011, déportée au camp de concentration de Ravensbrück et aux mines de sel de Beendorf, avec sa mère Alice, pour faits de résistance durant la Seconde Guerre mondiale, est rendue à la liberté le 1er mai 1945 à Hambourg. 
Elle devient une personnalité notable et indissociable de la commune de Bas-Lieu et intervient dans de nombreux établissements scolaires de l'Avesnois et au Cateau-Cambrésis pour transmettre son vécu et est également professeur de danse jusqu'en 2005 dans de nombreuses écoles en Belgique et dans le nord de la France. 
Elle donne son nom à la maison de retraite d'Avesnes-sur-Helpe et à la salle des sports du Bastion dans la même ville. Un foulard signé par sa mère et elle à Ravensbrück est exposé au Musée de l'Ordre de la Libération à Paris. La tenue de déporté de son frère Georges est entrée dans les collections du Mémorial de la Seconde Guerre mondiale à Caen le 17 juin 2014. 
Citée par la Voix du Nord le 22 septembre 2013, comme « nordiste qui mériterait le Panthéon », Simone Jacques-Yahiel publie, grâce à son ami historien Arnaud Richard, en 2015, Ma raison d'être, souvenirs d'une famille de déportés résistants, aux éditions L'Harmattan. Alors doyenne de Bas-Lieu, elle reçoit le 8 mai 2010, par le maire Ghislain François, le diplôme des combattants de l'armée française.

## Pour approfondir